# 松山崇
松山 崇（まつやま たかし、1908年9月22日 - 1977年7月14日）は、日本映画の美術監督。兵庫県神戸市出身。第5代日本映画・テレビ美術監督協会理事長。

## 職歴
- 1932年 - 成城高等学校 (旧制)を経て文化学院を卒業と同時に日活京都撮影所に入社。
- 1938年 - 東宝撮影所に移籍。
- 1951年 - フリーとなる。

## 主な作品
- 1938年 - 「五人の斥候兵」
- 1938年 - 「綴方教室」
- 1939年 - 「はたらく一家」
- 1947年 - 「今ひとたびの」
- 1948年 - 「醉いどれ天使」
- 1949年 - 「春の戯れ」
- 1949年 - 「野良犬」
- 1950年 - 「暁の脱走」
- 1950年 - 「羅生門」
- 1951年 - 「悲歌」
- 1951年 - 「白痴」
- 1951年 - 「青い真珠」
- 1952年 - 「生きる」
- 1953年 - 「夫婦」
- 1954年 - 「七人の侍」
- 1954年 - 「潮騒」
- 1955年 - 「城取り」
- 1955年 - 「心に花の咲く日まで」
- 1956年 - 「ビルマの竪琴」
- 1957年 - 「美徳のよろめき」
- 1958年 - 「絶唱」
- 1964年　「五辯の椿」
- 1967年 - 「ゴー!ゴー!若大将」

## 受賞歴
- 1947年 - 第2回毎日映画コンクール美術賞。
- 1951年 - 毎日映画コンクール美術賞。
- 1951年 - 日本映画技術賞美術賞。